# El último deber
El último deber es una comedia de 1973 que cuenta la historia de dos marines que le asignan trasladar a un prisionero. La película estuvo dirigida por Hal Ashby y estuvo nominada a tres Oscars: Mejor actor (Jack Nicholson), mejor actor secundario (Randy Quaid) y mejor guion adaptado. 
Nicholson rechazó el papel en El golpe (que finalmente interpretaría Robert Redford) para aparecer en este film, que había escrito su gran amigo Robert Towne.

## Argumento
El sábado 15 de diciembre de 1973, dos marinos, el señalizador de primera clase Billy L. "Badass" Buddusky (Jack Nicholson) y el compañero de artillero de primera clase Richard "Mule" Mulhall (Otis Young) esperan órdenes en Norfolk, Virginia. Se les asigna un destacamento de patrulla costera que escoltará al marinero Larry Meadows (Randy Quaid) de 18 años a la Prisión Naval de Portsmouth cerca de Kittery, Maine. Meadows ha sido sometido a un consejo de guerra, despedido deshonrosamente y sentenciado a ocho años a prisión militar por robar cuarenta dólares de un fondo de caridad administrado por la esposa de un oficial superior. A Buddusky y Mulhall se les da una semana para escoltar a Meadows a Portsmouth, y si no completan la tarea a tiempo o dejan que Meadows quede libre, serán expulsados de la marina y perderán todas sus prestaciones y pago. A pesar de su resentimiento inicial por el deber, y al darse cuenta de que su prisionero es un cleptómano que roba compulsivamente, a Buddusky y Mulhall les empieza a agradar Meadows mientras lo escoltan en un viaje en tren a través de los estados invernales del nordeste de Estados Unidos y deciden hacerle pasar un buen rato antes de entregarlo a las autoridades.

## Reparto
- Jack Nicholson como el señalizador de primera clase Billy L. "Badass" Buddusky
- Otis Young como el compañero de artillero de primera clase Richard "Mule" Mulhall
- Randy Quaid como el marinero Laurence M. "Larry" Meadows
- Clifton James como maestro de armas
- Carol Kane como joven prostituta
- Michael Moriarty como primer teniente oficial de servicio de la marina
- Nancy Allen como Nancy
- Gilda Radner como miembro de Nichiren Shōshū
- Jim Hohn como miembro de Nichiren Shōshū
- Luana Anders como Donna